# Tobalaba (estación)
Tobalaba es una estación de combinación ferroviaria y terminal que forma parte de las líneas 1 y 4 de la red del metro de Santiago de Chile. Se encuentra por subterráneo entre las estaciones Los Leones y El Golf (L1) y antecede a la estación Cristóbal Colón (L4). La estación se ubica en el límite entre las comunas de Las Condes y Providencia. Es la estación con mayor flujo de pasajeros de toda la red, registrando alrededor de 23 millones en 2016 y más de 84 000 pasajeros diarios.

## Historia
La estación fue inaugurada el 31 de agosto de 1980, como parte de la extensión de la línea 1 entre Manuel Montt y Escuela Militar. La estación fue diseñada por el arquitecto Víctor Gubbins Browne.

### Atentado de 1986

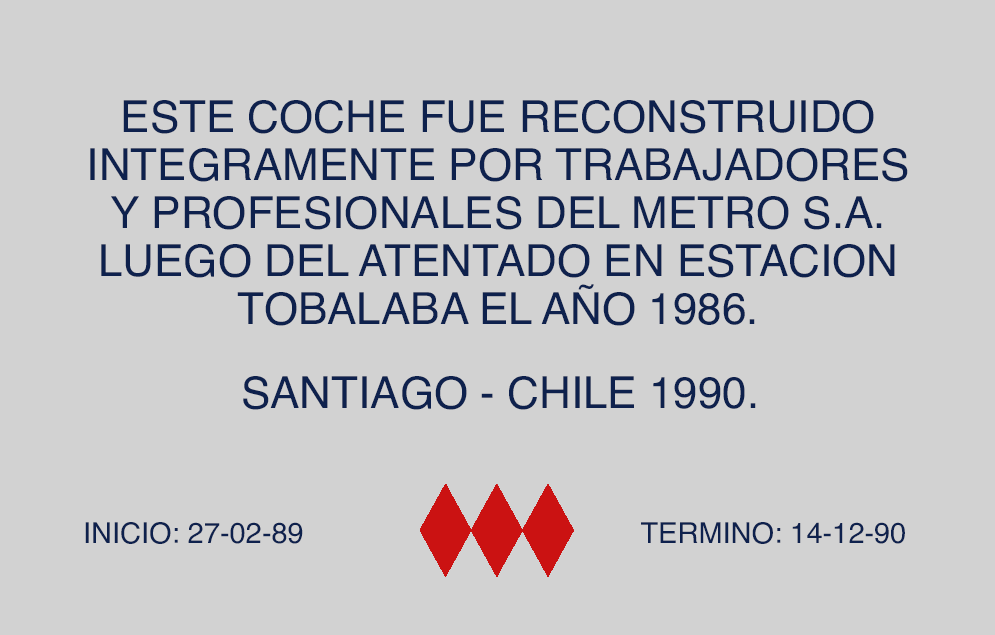
Placa que existía en el coche P3029, reconstruido tras el atentado en la estación Tobalaba en 1986.

El 16 de junio de 1986, a las 6:56 de la mañana, se produjo un ataque explosivo en esta estación perpetrado por el Frente Patriótico Manuel Rodríguez, dejando un pasajero muerto y otros seis lesionados. El fallecido fue identificado como Jorge Campos Fardella, de 50 años, que se desempeñaba como jefe de ventas de Carozzi. Ese mismo día se había registrado la explosión de otra bomba en la estación Los Héroes, que, aunque no dejó heridos, destruyó siete metros de vía de la línea 2, interrumpiendo el servicio.
El tren N° 3029, modelo NS-74, había partido 5 minutos antes desde la estación Escuela Militar, y la carga del explosivo plástico T4 fue colocada bajo un asiento. Como resultado, el tren resultó destruido y fue dado de baja; sin embargo, fue reconstruido por trabajadores de Metro S.A. entre el 27 de febrero de 1989 y el 14 de diciembre de 1990 en el taller Neptuno y puesto nuevamente en circulación ese año. Actualmente dicho tren lleva una placa (que va en el carro 0294) recordatoria del atentado y su reconstrucción.

### Ampliaciones

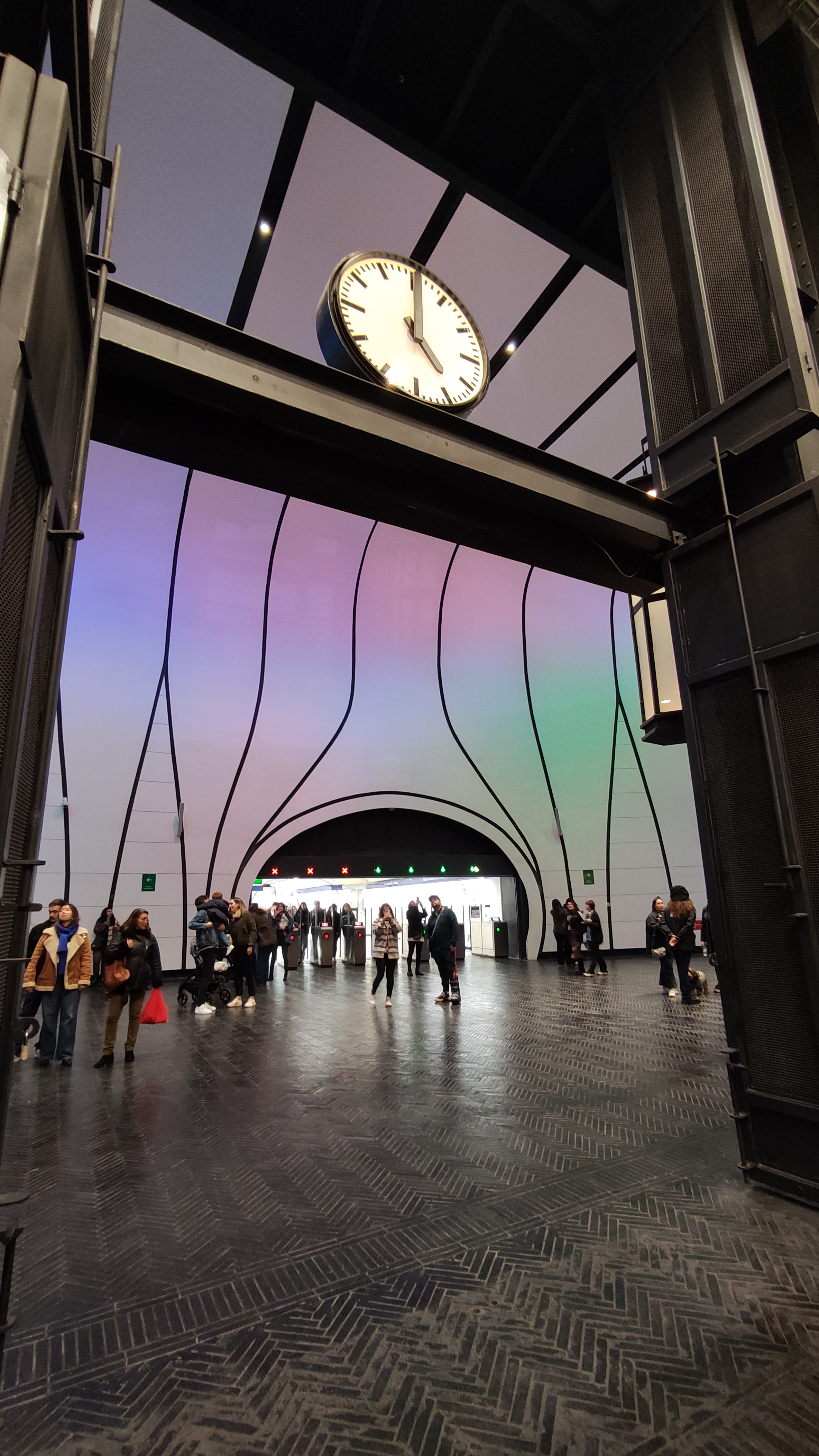
Conexión de la estación de metro con el Mercado Urbano Tobalaba.

Desde la inauguración de la línea 4, Tobalaba es una de las estaciones más usadas de la red y la Red Metropolitana de Movilidad, por lo que Metro S.A. decidió a principios de 2008 inaugurar una nueva escalera que pretende flexibilizar el transporte de pasajeros con dirección a Plaza de Puente Alto.
Desde abril de 2016, en la intersección de avenida Apoquindo con calle Encomenderos existía un cierre perimetral debido a que esta estación sería ampliada, habilitando un nuevo acceso en la esquina antes mencionada, el cual conectaría también con el complejo comercial denominado Mercado Urbano Tobalaba (MUT), en los terrenos que ocupaba anteriormente un supermercado Unimarc. El nuevo acceso fue inaugurado oficialmente el 13 de julio de 2023.
El 20 de junio de 2018 ocurrió un incendio en un local comercial de la estación, por lo que el servicio fue suspendido parcialmente en las líneas 1 y 4 debido al siniestro. El cielo falso de la estación resultó con daños, los cuales fueron reparados en un proceso que concluyó en abril de 2021.

## Características y entorno
Presenta un flujo alto de pasajeros, por la cercanía de la estación de lugares de trabajo de los pasajeros tales como oficinas, supermercados y tiendas minoristas. Recientemente remodelada por la entrada en funcionamiento de la línea 4, ha aumentado su tráfico al doble haciéndola una de las más requeridas, debido a que por esta llegan pasajeros de las populosas comunas de La Reina, Ñuñoa, Macul, Peñalolén, La Florida y Puente Alto. La estación posee una afluencia diaria promedio de 82 702 pasajeros.
En el entorno inmediato de la estación, se encuentran las embajadas de Japón, Bélgica, Suiza, México, Israel y Nicaragua, además de una sede de Cruz Roja. Cercano a ella están también el club deportivo Stade Français y el centro comercial Cenco Costanera.

### Accesos

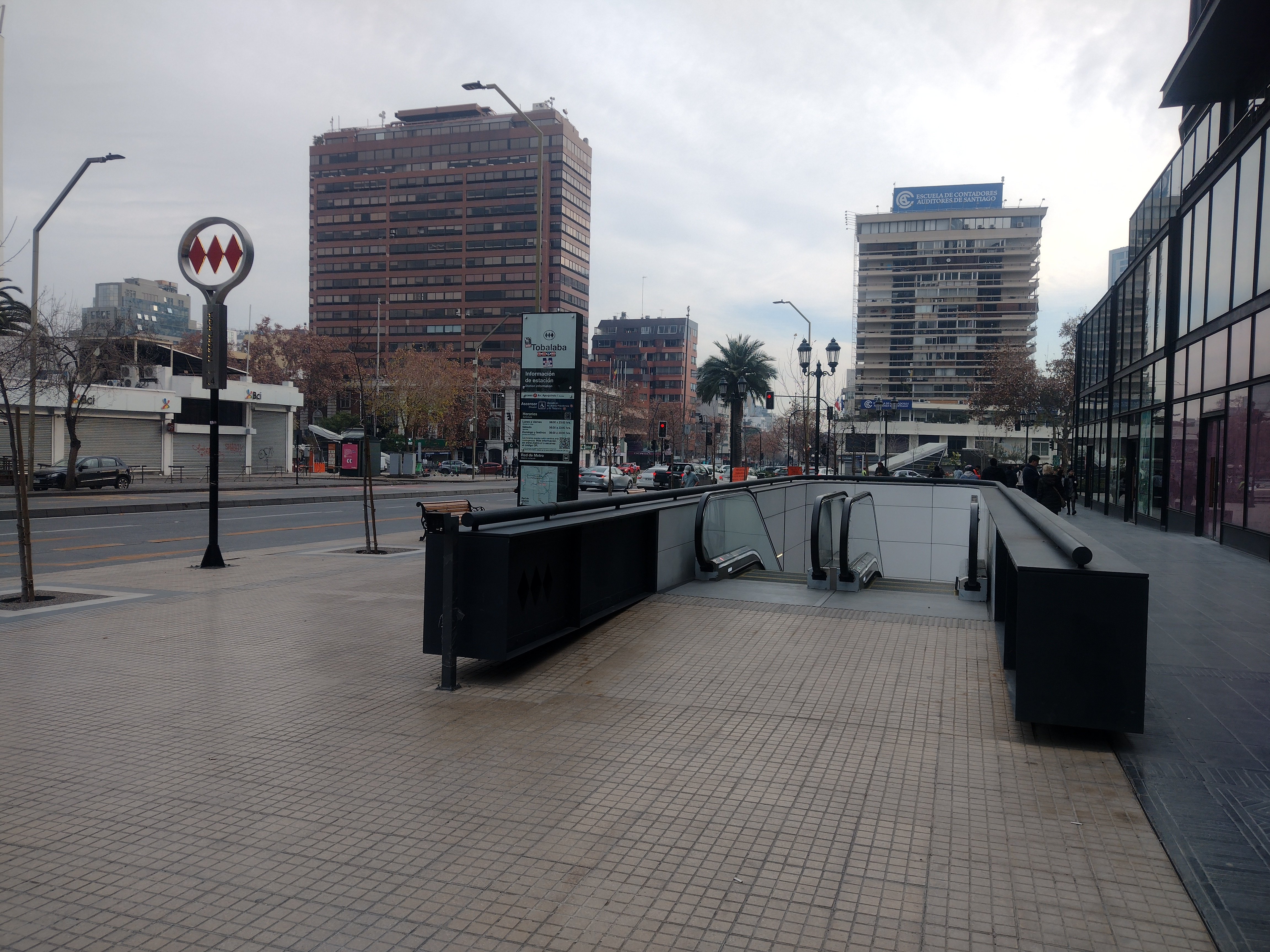
Acceso a la estación ubicado en Apoquindo con El Bosque.

| Acceso | Intersección                              |
| ------ | ----------------------------------------- |
| A      | Av. Providencia con Av. Luis Thayer Ojeda |
| B      | Av. Nueva Providencia con Av. Providencia |
| C      | Av. Providencia con Av. Tobalaba          |
| D      | Av. Providencia con Av. Luis Thayer Ojeda |
| E      | Encomenderos con Roger de Flor            |
| F      | Mercado Urbano Tobalaba                   |

## MetroArte

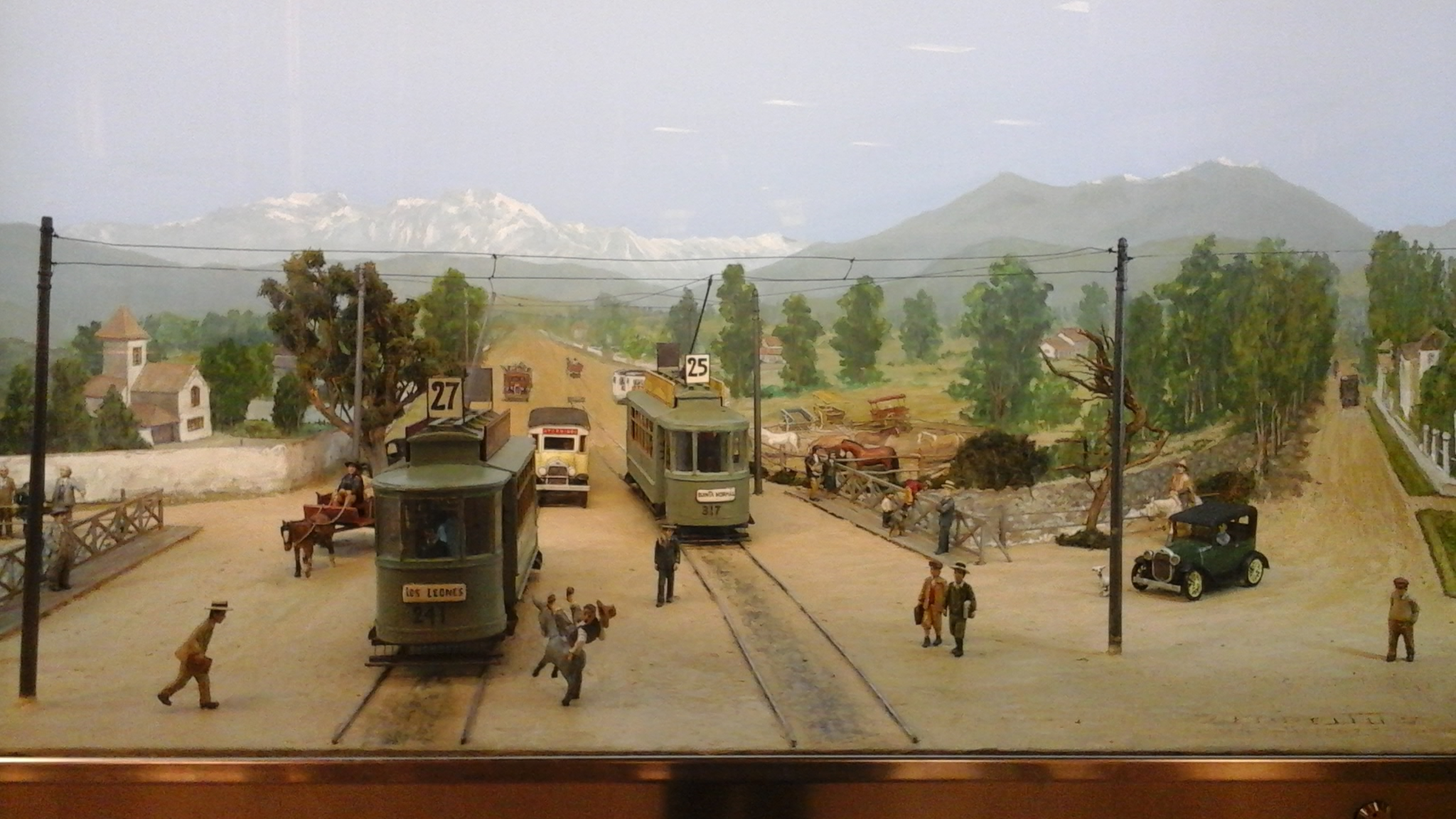
Terminal de Tranvías Eléctricos Tobalaba con Providencia por Zerreitug.

En el interior de la estación se encuentra presente uno de los dioramas realizados por el artista Zerreitug.
Esta obra, titulada Terminal de Tranvías Eléctricos Tobalaba con Providencia, presenta en ella dos tranvías pertenecientes al antiguo sistema de Tranvías de Santiago, específicamente vehículos pertenecientes a las líneas 25 (Quinta) y 27 (Los Leones), trazados que finalizaban sus recorridos en el Canal San Carlos, cerca de la actual estación Tobalaba.

## Origen etimológico
Su nombre se debe a que la estación se ubica bajo la intersección de las avenidas Apoquindo (en el lado de la comuna de Las Condes) y Providencia (en el lado de la comuna homónima) con Tobalaba.

## Galería

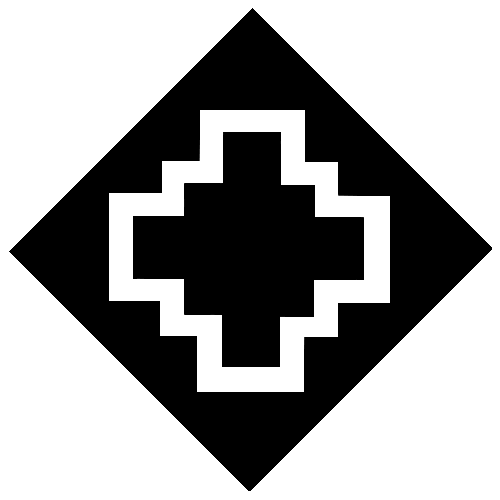
Antiguo símbolo con que se identificó a la estación.
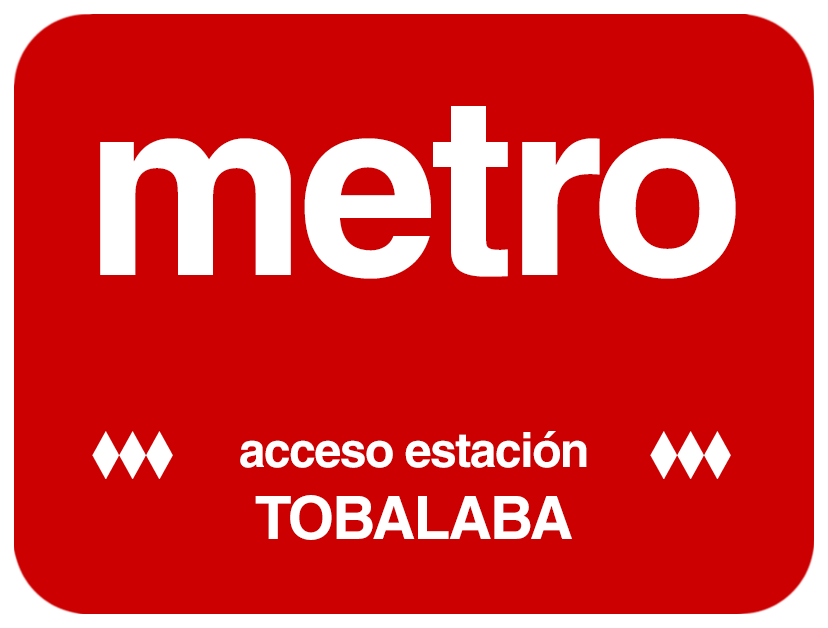
Letrero utilizado en los accesos a la estación hasta 1997.
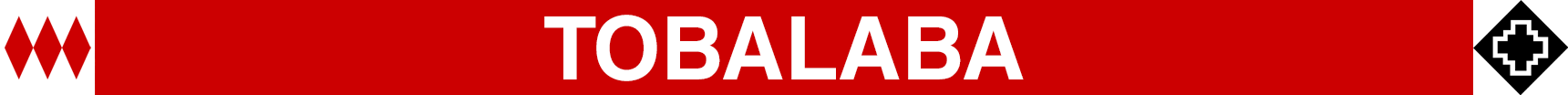
Cenefa antigua utilizada en los andenes.
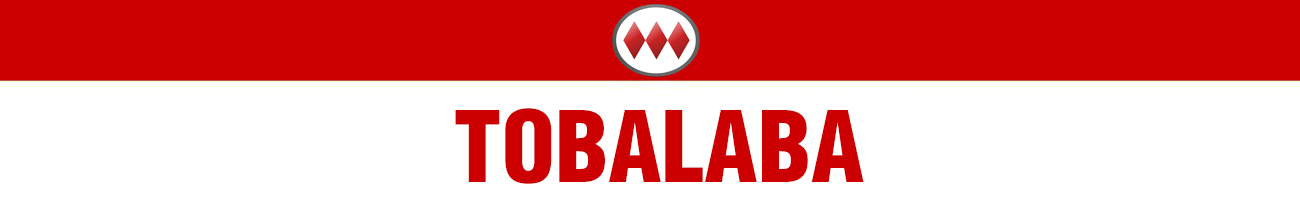
Cenefa utilizada actualmente en los andenes de la Línea 1.
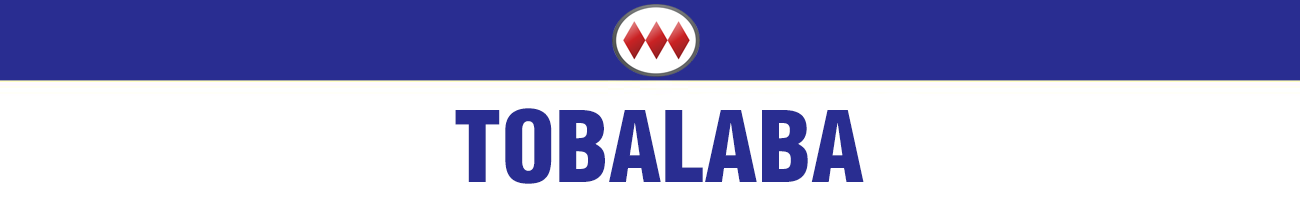
Cenefa utilizada actualmente en los andenes de la Línea 4.
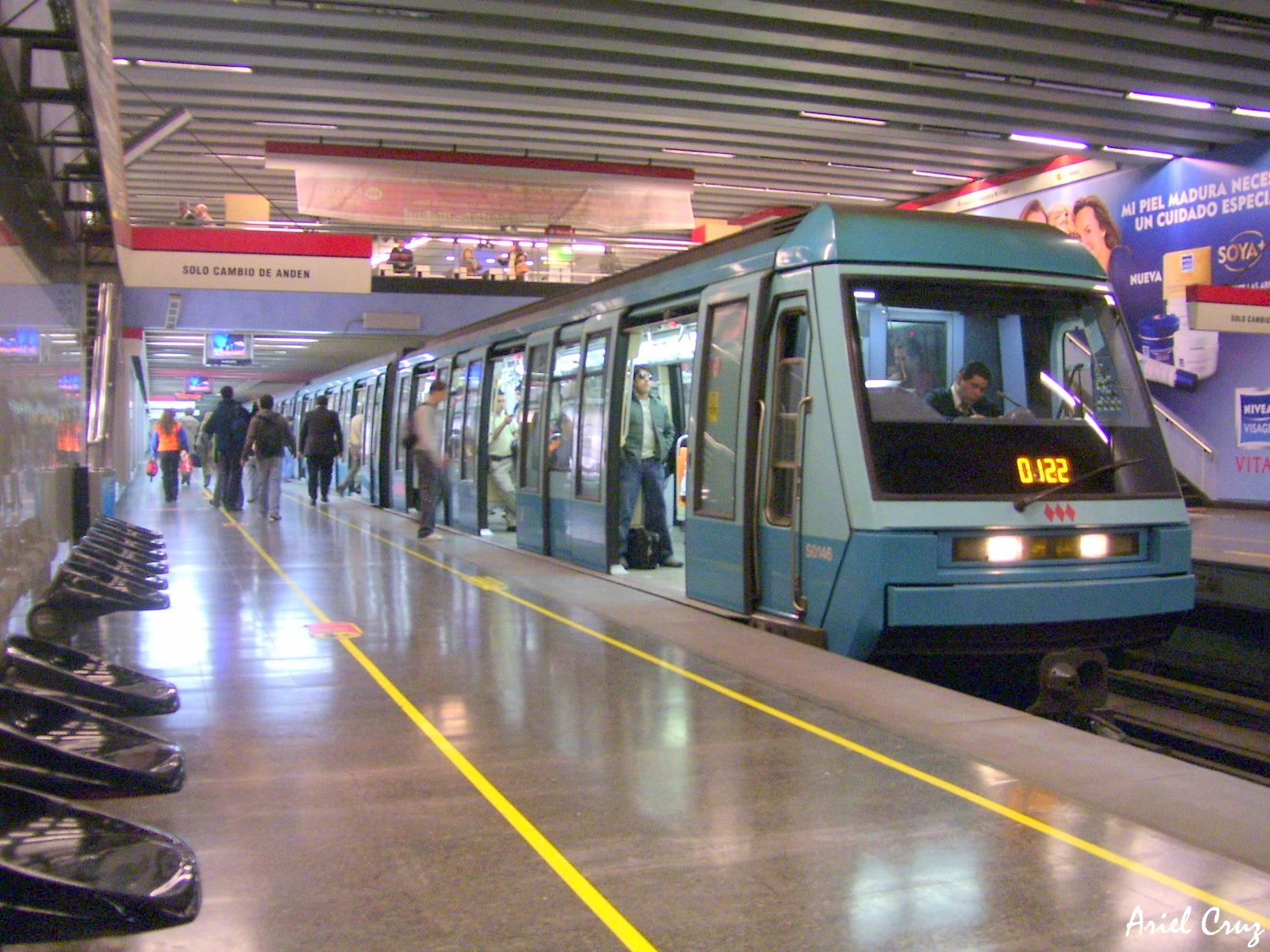
Tren Alstom NS 93 en la estación.
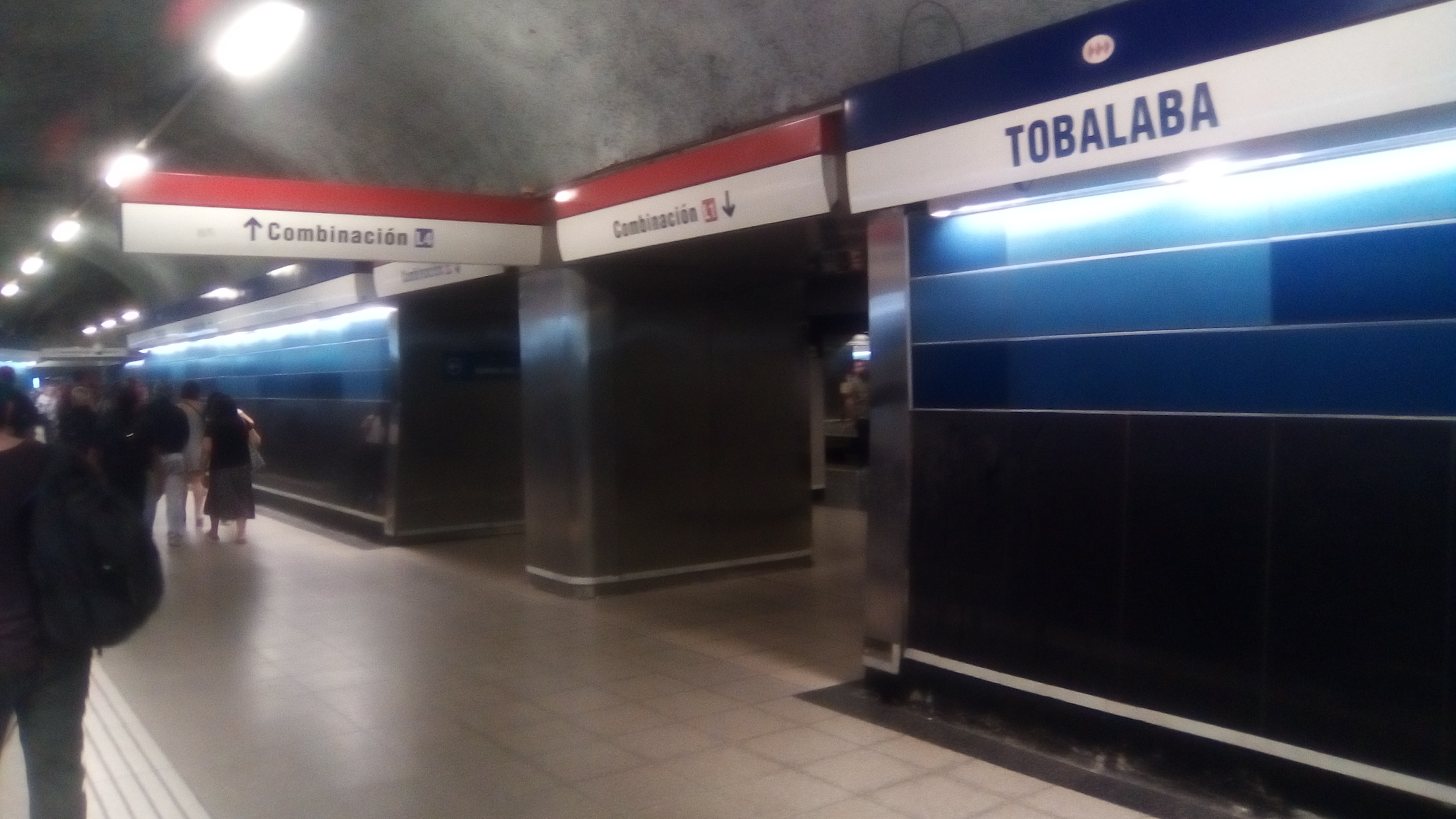
Sector de combinación entre líneas.
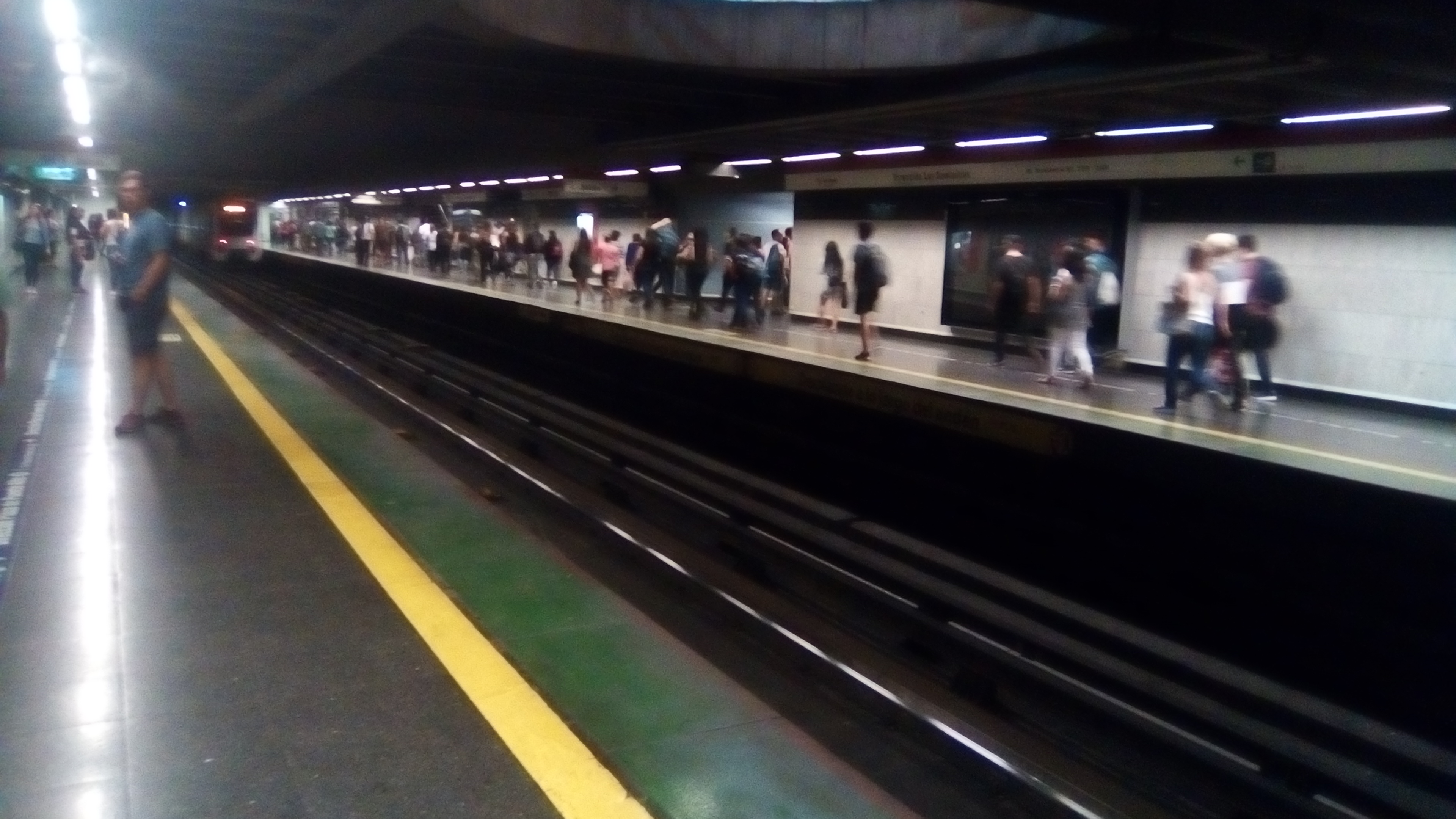
Estación Tobalaba en Línea 1.
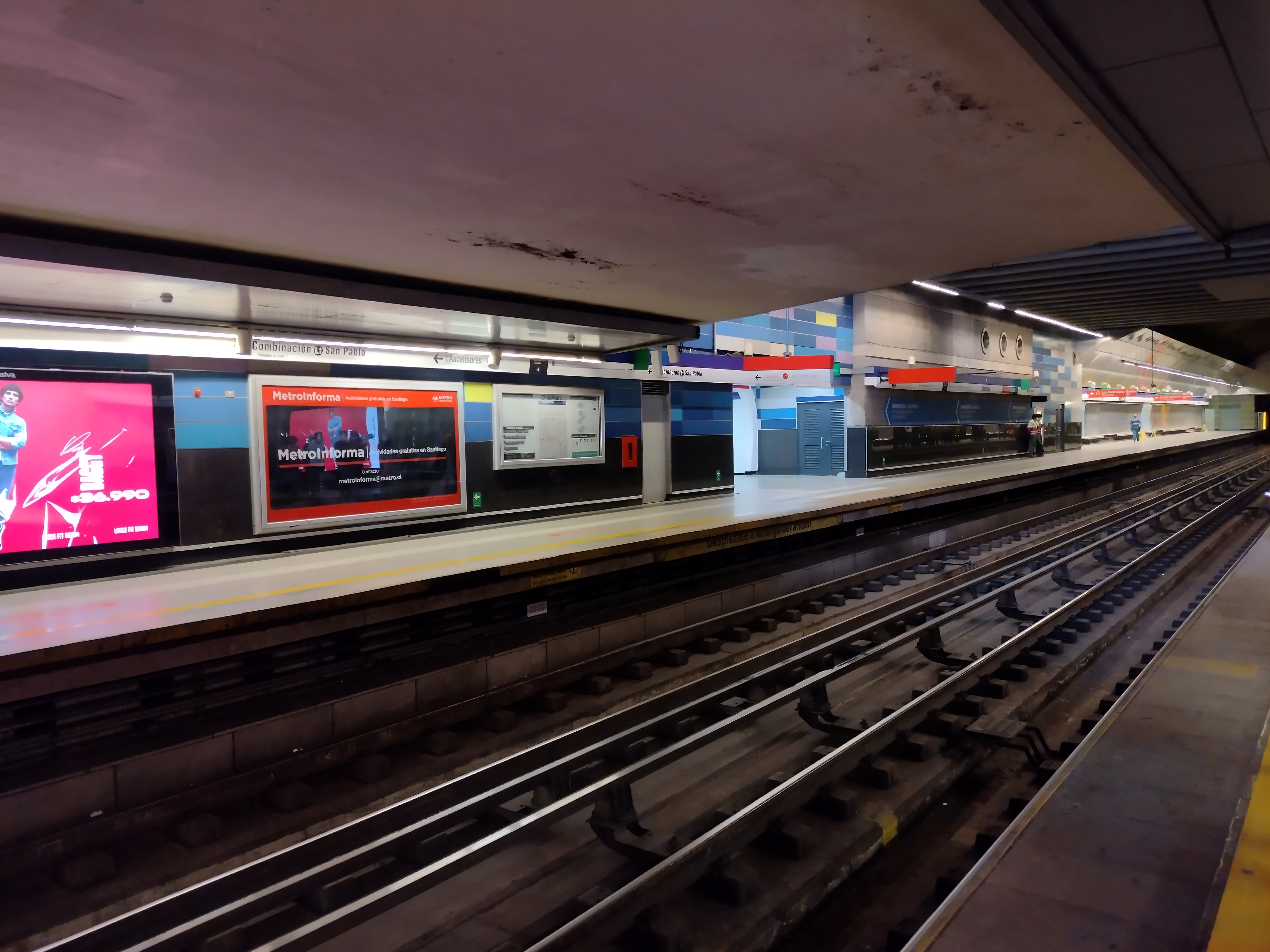
Estación Tobalaba en Línea 4.

## Conexión con Red Metropolitana de Movilidad
La estación posee 7 paraderos de la Red Metropolitana de Movilidad en sus alrededores, los cuales corresponden a: 
| Paradero/ Código                   | Recorridos |
| ---------------------------------- | --- |
| Parada 1 / Metro Tobalaba (PC155)  | 117 (San Joaquín) - 117c (Fin del recorrido / Huechuraba) - 406 (Cantagallo) - 426 (La Dehesa) - 429c (Fin del recorrido / Quilicura) - 430 (La Dehesa) - 445c (Vitacura) - C03 (Fin del Recorrido) - C06 (Ciudad Empresarial) - C33c (Fin del Recorrido) |
| Parada 2 / Metro Tobalaba (PC207)  | 405 (Cantagallo) - 405c (Vitacura) - 445c (Vitacura) - C03 (Vital Apoquindo) - C26c (Ciudad Empresarial) - C33c (Vitacura) |
| Parada 3 / Metro Tobalaba (PC1016) | 401 (Maipú) - 406 (Pudahuel) - 407 (Enea) - 412 (Enea) - 418 (Enea) - 421 (Maipú) - 426 (Pudahuel) - 432n (Maipú) - 503 (Av. La Estrella) - 541n (El Tranque)                                                                                             |
| Parada 4 / Metro Tobalaba (PC738)  | 503 (Vital Apoquindo) - 541n (Colón) - C06 (Vital Apoquindo) |
| Parada 5 / Metro Tobalaba (PC509)  | 412 (La Reina) - 418 (Av. Tobalaba) - 429 (Lo Hermida) - 432n (La Reina) |
| Parada 6 / Metro Tobalaba (PC1107) | 429 (Lo Echevers) - C06 (Ciudad Empresarial) |
| Parada 7 / Metro Tobalaba (PC1220) | C10e (Fin del recorrido / Camino Juan Pablo II) |
| Parada 8 / Metro Tobalaba (PC1329) | 405 (Cantagallo) - 405c (Cantagallo) - 406 (Cantagallo) - 426 (La Dehesa) - 445c (Vitacura) - 503 (Vital Apoquindo) - 541n (Av. Colon) |